# Карши-Даг
Карши-Даг (укр. Карши-Даг, крымскотат. Qarşı Dağ, Къаршы Дагъ) — лесистое урочище на юго-восточных склонах Бабуган-яйлы. Начинается на южных склонах горы Куш-Кая. Южнее примыкает к горе Парагильмен.
Лес: сосна, дуб, бук.
В западной части урочище пересекает горная тропа Талма-Богаз.